# Élisabeth Lavigueur
 (décembre 2020).
Pour les articles homonymes, voir Lavigueur.
Élisabeth Lavigueur est une bibliothécaire québécoise, experte en gestion de l’information documentaire,, ayant contribué à l’implantation des technologies de l’information dans le milieu de l’enseignement universitaire.

Elle est depuis 2018 formatrice au sein de la Fédération des milieux documentaires (FMD),.

## Biographie
Élisabeth Lavigueur est diplômée à la fois d’une maîtrise en sciences pures et en sciences de l’information. Plus précisément, elle s’est formée en tant que professionnelle de l’information à l’Institut national des techniques de la documentation (INTD-CNAM) à Paris, en France,,. En 1985, elle fonde infocyble, une firme de service-conseil en sciences de l’information,. Ainsi, depuis les 30 dernières années, elle a su développer et partager une expertise en gestion et gouvernance de l’information documentaire, en veille stratégique, en innovation et en recherche et analyse de données,.
Active dans la communauté de pratique, elle s’implique autant au niveau universitaire, éditorial que dans les regroupements professionnels du domaine informationnel. Pédagogue, Élisabeth Lavigueur cumule  les expériences d'enseignements en tant que chargée de cours, et ce pour différentes universités québécoises. On peut nommer entre autres l’École de bibliothéconomie et sciences de l’information (EBSI) de l’Université de Montréal, l’École de technologie supérieure (ETS) ainsi qu’à l’École Polytechnique de l’Université de Montréal où elle enseigne son champ d'expertise, la veille stratégique ,. Par ailleurs, en tant que membre de la communauté de pratique C-UTILE de l’ETS (fondée en 2009), elle a contribué directement à la l’implantation des technologies de l’information dans le milieu de l'enseignement universitaire.  
Membre du conseil administratif des Éditions ASTED jusqu’en 2018, elle participe à la mission de l’organisation qui, par ses publications, valorise le savoir lié aux sciences de l’information ,. Depuis 2018, elle est membre du comité de rédaction de la revue documentation et bibliothèque et formatrice au sein de la Fédération des milieux documentaires (FMD),. 

## Contribution intellectuelle

### Veille stratégique et innovation
Dans son article « Vu de Montréal : Gestion de l’information et législation, quand les lois dictent les façons de faire », Mme Lavigueur aborde le caractère unique au Québec de l’application de la loi sur les archives, qui repose sur une politique d’incitation plutôt que de coercition. Elle soulève également les zones grises de cette loi qui n’est pas adaptée à l’information numérique qui est de plus en plus omniprésente dorénavant. Malgré tout, elle dépeint de manière positive la législation archivistique. C'est dans ce contexte qu'elle travaille à valoriser la veille stratégique et l'innovation en sciences de l'information. Élisabeth Lavigueur propose que la veille stratégique alliée à l’innovation est prometteuse.  Avant tout, le « plan stratégique intégrant veille et innovation, exploitation et analyse de l’information ou bon timing demandent expertise et expérience. » En d’autres mots, il s’agit non seulement de procéder à l’analyse de l’information, mais également à trouver des façons pertinentes de l’utiliser afin de proposer une innovation, ce qui ne se produit pas nécessairement au premier essai.
Plus précisément, le processus de veille stratégique tel que vu et pensé par Élisabeth Lavigueur est un processus planifié qui est étroitement lié aux sciences de l’information. En fait, la veille stratégique et la gestion documentaire et de l’information est un duo inséparable lorsque vient le temps d’instaurer un processus qui vise la modernisation de l‘approche entrepreneuriale d’une organisation. La veille stratégique est un cycle non linéaire et adaptable qui inclut les étapes suivantes :  l’identification des besoins stratégiques de l’organisation, la collecte de données, l’analyse des données, l’exploitation de l’information et la diffusion de l’information. Les étapes précédentes facilitent par la suite la prise de décisions et l’adoption de nouvelles orientations. Plus encore, le processus de veille permet à l’organisation d’être proactive et de mieux anticiper les mouvements liés au contexte stratégique et d’innovation dans lequel s’inscrit l’entreprise.  
Par contre, le processus de veille et d’innovation ne peut réussir sans sensibiliser les acteurs et décideurs à la gestion des documents et à l’apport des technologies de l'information.  Ainsi, l'organisation inscrite dans une démarche d'innovation se doit de mettre en place une politique documentaire qui appuie le processus de veille stratégique. Il faut donc instaurer des outils qui aide à la recherche de sources variées fiables, rigoureuses et utilisables. Les nouveaux processus documentaires et de l'information doivent faciliter le repérage et l’accès à l’information récoltée ou créée par le processus de veille, soit par l’utilisation judicieuse des métadonnées, la gestion du cycle de vie documentaire ou la procédure de nommage des documents. Élisabeth Lavigueur souligne que le processus de veille doit s'inscrire dans une volonté de partage et de diffusion de l'information claire, concise et transparente. De ce fait, la procédure de conservation selon le cycle de vie documentaire et d’élagage saura diminuer la masse documentaire de tous documents non significatifs pour l’organisation et répondre au besoin de protection des actifs informationnels et du patrimoine organisationnel. En conclusion, l'approche d'Élisabeth Lavigueur place la gestion documentaire (archivistique) et de l’information (bibliothéconomique) comme un tout qui contribue à la prospérité et la compétitivité de l’organisation.

### Mise en valeur de la profession
Selon Mme Lavigueur, les professionnels de l’information sont de plus en plus des pédagogues, comme elle le souligne en introduction au numéro de revue qu’elle a dirigé. La pédagogie au niveau de l’information englobe l’initiation à la littératie numérique en plus de faciliter l’acquisition de connaissances. En science de l’information, il est question au centre même de la discipline d’une « culture de partage » qui est manifeste, notamment concernant l’accessibilité aux ressources et la relation avec les usagers. Elle écrit : « Continuellement enclins à soutenir, conseiller, offrir et échanger, les professionnels de l’information au Québec ont ajouté et affûté des expertises en pédagogie, communication et gestion des compétences. » 
En 2012, elle dirige avec Réjean Savard la publication papier des conférences du deuxième congrès de l'Association Internationale Francophone des Bibliothécaires et Documentalistes (AIFBD) et colloque satellite de l'IFLA. Le congrès s'est déroulé le 10 et 12 aout 2011 à l'Université des Antilles et de la Guyane en Martinique.  L'objectif des deux directeurs de publication est que la mise en commun de ces Actes de congrès permette la création d'un outil de promotion et de références en sciences de l’information. Ils souhaitent démontrer que les sciences de l'information est une science vivante et qui est à la recherche constante d’amélioration et d’innovation. Enfin, cet ouvrage s'inscrit dans une culture de partage des savoirs et communauté internationale de pratique. 

## Publications
- « L’essor des sciences de l’information au Québec : Évolution des métiers, innovation des pratiques et engagement des professionnels de l’information dans la société québécoise. I2D – Information, données & documents » en 2020[7] ;
- « La gouvernance de l'information au Québec » en 2020[14] ;
- « Maîtrise de l'information : le transfert de technologie made in Québec » en 2020[15] ;
- « Où en est la veille aujourd’hui ? Les approches et pratiques » en 2019[16];
- « Au Québec, les syndicats numérisent leurs archives » en 2018[17] ;
- « Vu de Montréal : Gestion de l’information et législation, quand les lois dictent les façons de faire » en 2017[10] ;
- « Chapitre 3: Veille stratégique et gestion de l'information » dans l'ouvrage Pratiques de gestion de l'innovation : guide sur les stratégies et les processus en 2017[12] ;
- « Vu de Montréal : Bibliothèques et sociétés en mutation »en 2017 [18];
- « Vu de Montréal : Veille et innovation au Québec, l’une ne va pas sans l’autre » en 2016[11] ;
- « Francophonies, bibliothèques et développement durable actes du deuxième congrès de l'Association internationale francophone des bibliothécaires et documentalistes (AIFBD) et colloque satellite IFLA, Martinique, Université des Antilles et de la Guyane, 10-12 août 2011 » en 2012.

## Distinctions
- Bibliothécaire de l’année en 2007[2] ;
- Dans le cadre de son entreprise de service-conseil, Mme Lavigueur a favorisé la création d’un Carrefour de l’information et du savoir pour l’École de Police du Québec. L’instauration d’outils documentaires et la présence d’un bibliothécaire professionnel a permis la mise en place et la valorisation d’un milieu propice à la recherche et de travail intellectuel[2].